# Kulturåret 1833

## Händelser
- 13 maj – Symfoni nr 4 (Den italienska) av Felix Mendelssohn uruppförs i London under tonsättarens ledning. Han omarbetade dock verket 1834.
- okänt datum – Bokförlaget P. A. Norstedt & Söner blir kunglig boktryckare i Sverige.[1]
- – Christian Dietrich Grabbes historiska drama Kejsar Fredrik Barbarossa utges på svenska.

## Nya verk
- Eugénie Grandet av Honoré de Balzac
- Lucrèce Borgia (sv. Lucretia Borgia 1835) av Victor Hugo
- Marie Tudor av Victor Hugo
- Törnrosens bok av Carl Jonas Love Almqvist

## Födda
- 1 januari – Johan Alfred Ahlström (död 1910), svensk tonsättare, kyrkomusiker och musikpedagog.
- 1 januari – Fredrik Liljeblad (död 1909), svensk konstnär och dekorationsmålare.
- 29 januari – Karl Frederik Aagaard (död 1895), dansk målare.
- 3 mars – Birger Simonsson (död 1938), svensk målare.
- 28 mars – Mathilda Enequist (död 1898), svensk operasångare.
- 10 april – Axel Kumlien (död 1913), svensk arkitekt.
- 13 april – Hilma Osterman (död 1913), svensk bildkonstnär.
- 18 april – José Echegaray (död 1916), spansk matematiker, politiker och dramatiker, nobelpristagare i litteratur 1904.
- 30 april – Hortense Schneider (död 1920), fransk operasångare (sopran).
- 5 maj – Jean Becker (död 1884), tysk violinist.
- 7 maj – Johannes Brahms (död 1897), tysk tonsättare, pianist och dirigent.
- 7 juni – Alexander Ritter (död 1896), tysk tonsättare och violinist.
- 20 juni – Léon Bonnat (död 1922), fransk målare och etsare.
- 1 juli – Heinrich Neuhaus (död 1887), tyskfödd svensk litograf.
- 7 juli – Félicien Rops (död 1898), belgisk konstnär.
- 22 juli – Benjamin Russel Hanby (död 1867), amerikansk sångförfattare och kompositör.
- 22 augusti – Victor Emanuel Öman (död 1904), svensk skald, översättare och tidningsman.
- 28 augusti – Edward Burne-Jones (död 1898), brittisk målare och illustratör.
- 3 september – Adolf Obermüllner (död 1898), österrikisk målare.
- 26 september – Gustaf Stolpe (död 1901), svenskamerikansk musiker.
- 21 oktober – Alfred Nobel (död 1896), instiftare av Nobelpriset.
- 22 oktober – Gustaf Brandelius (död 1884), svensk djur- och genremålare.
- 4 november – James James (död 1902), walesisk kompositör.
- 4 november – Jonas Lie (död 1908), norsk författare.
- 12 november – Aleksandr Borodin (död 1887), rysk kompositör.
- 11 december – Viktor av Hohenlohe-Langenburg (död 1891), brittisk skulptör och officer i brittiska marinen.
- 31 december – Ludovic Halévy (död 1908), fransk librettist och dramatiker.

## Avlidna
- 19 januari – Ferdinand Hérold (född 1791), fransk operakompositör.
- 20 januari – Elisabeth Mara (född 1749), tysk operasångare (sopran).
- 11 februari – Anders Hansson (född 1769), svensk målare.
- 13 april – Elisa von der Recke (född 1754), tysk svärmerska och författare.
- 28 maj – J.C.F. Haeffner (född 1759), tyskfödd tonsättare verksam i Sverige.
- 24 juli – Hedda Wrangel (född 1792), svensk tonsättare.
- 13 augusti – Elias Vilhelm Ruda (född 1807), svensk skald och litteraturkritiker.
- 25 augusti – Jean-Louis Laya (född 1761), fransk dramatiker.

### Fotnoter
1. ↑  ”Stockholms företagsminnen”. Arkiverad från originalet den 14 januari 2012. https://web.archive.org/web/20120114103233/http://www.foretagsminnen.se/Artikelsamling/Textsida-lorem-Ipsum-dolor-sit-amet6/. Läst 20 juni 2011.